# Iacomo Andrea

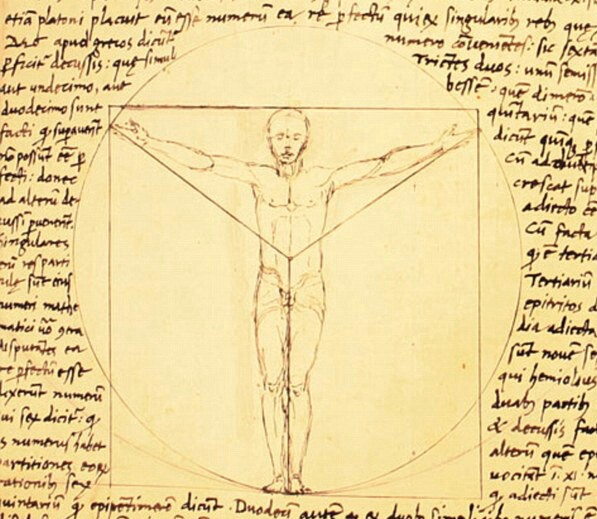
Człowiek witruwiański według Andrei, kopia narysowana przez Leonarda da Vinci

Iacomo Andrea (zm. 1500) – włoski architekt pochodzący z Ferrary. Należał do grona architektów i inżynierów pracujących na dworze Ludwika Sforzy. Studiował prace Witruwiusza, narysował własną wersję człowieka witruwiańskiego, znaną z kopii sporządzonej przez jego przyjaciela Leonarda da Vinci. Zdaniem włoskiego historyka architektury Claudio Sgarbiego, Człowiek witruwiański Leonarda jest kopią rysunku Andrei.
Iacomo Andrea został w 1500 roku powieszony, a następnie poćwiartowany przez Francuzów po ich najeździe na Mediolan w 1499 roku.